# 5 a Seco
5 a Seco là một ban nhạc Brazil được thành lập vào năm 2009 tại thành phố São Paulo. Từ năm 2010, ban nhạc này bao gồm các nhạc sĩ Leo Bianchini, Pedro Altério, Pedro Viáfora, Tó Brandileone và Vinicius Calderoni.
Tên của nhóm xuất phát từ ý tưởng rằng có năm nhà soạn nhạc có tầm quan trọng như nhau, những người thay phiên nhau đảm nhiệm các vai trò, không có đối kháng, do đó chữ số "5" trong tên. Mặt khác, "a seca" đến từ việc nhóm biểu diễn mà không có nhạc công đi cùng, với mục đích tự cung tự cấp và tiết kiệm tài nguyên. Nguồn cảm hứng cho cái tên này đến từ chuỗi cửa hàng giặt là nổi tiếng 5àsec.

## Lịch sử
Năm 2010, với sự ra đi của Dani Black để theo đuổi sự nghiệp solo, nhóm có thêm thành viên mới là nhạc sĩ Leo Bianchini.
Năm 2011, nhóm thu âm DVD đầu tiên Ao Vivo no Auditório Ibirapuera với sự tham gia của các nghệ sĩ âm nhạc nổi tiếng người Brazil như Lenine, Maria Gadú, Chico César và cựu thành viên Dani Black. Ban đầu, album được cung cấp miễn phí trên trang web chính thức của các nghệ sĩ để tải xuống.
Năm 2014, nhóm thu âm album thứ hai của mình, mang tên Policromo, được hỗ trợ bởi dự án Natura Musical. Không giống như album trước, Policromo được thu âm trong 17 ngày tại một studio-trang trại ở nội địa São Paulo. Được điều chỉnh cho phù hợp với sân khấu, chương trình đã lưu diễn một số thủ đô của Brazil, chẳng hạn như Rio de Janeiro, Brasília, Belo Horizonte và São Paulo.
Vào năm 2017, ban nhạc đã đi lưu diễn để quảng bá cho album mới của họ, Síntese, được thu âm cùng năm và phát hành vào ngày 23 tháng 2 năm 2018, sử dụng chiến lược quảng bá tương tự như album đầu tay.
Vào tháng 4 năm 2019, 5 Seco thông báo rằng họ sẽ tạm nghỉ sự nghiệp vô thời hạn sau chuyến lưu diễn kỷ niệm 10 năm, diễn ra từ tháng 5 đến tháng 8. Cùng năm đó, ban nhạc phát hành album phòng thu thứ tư, Pausa, vào ngày 5 tháng 8.

## Danh sách đĩa nhạc
- Ao Vivo no Auditório Ibirapuera (2012)
- Policromo (2014)
- Síntese (2018)
- Pausa (2019)

## Thành viên
Hình ảnh được chụp tại Belo Horizonte, trong Lễ hội âm nhạc Natura, ngày 14 tháng 11 năm 2014.

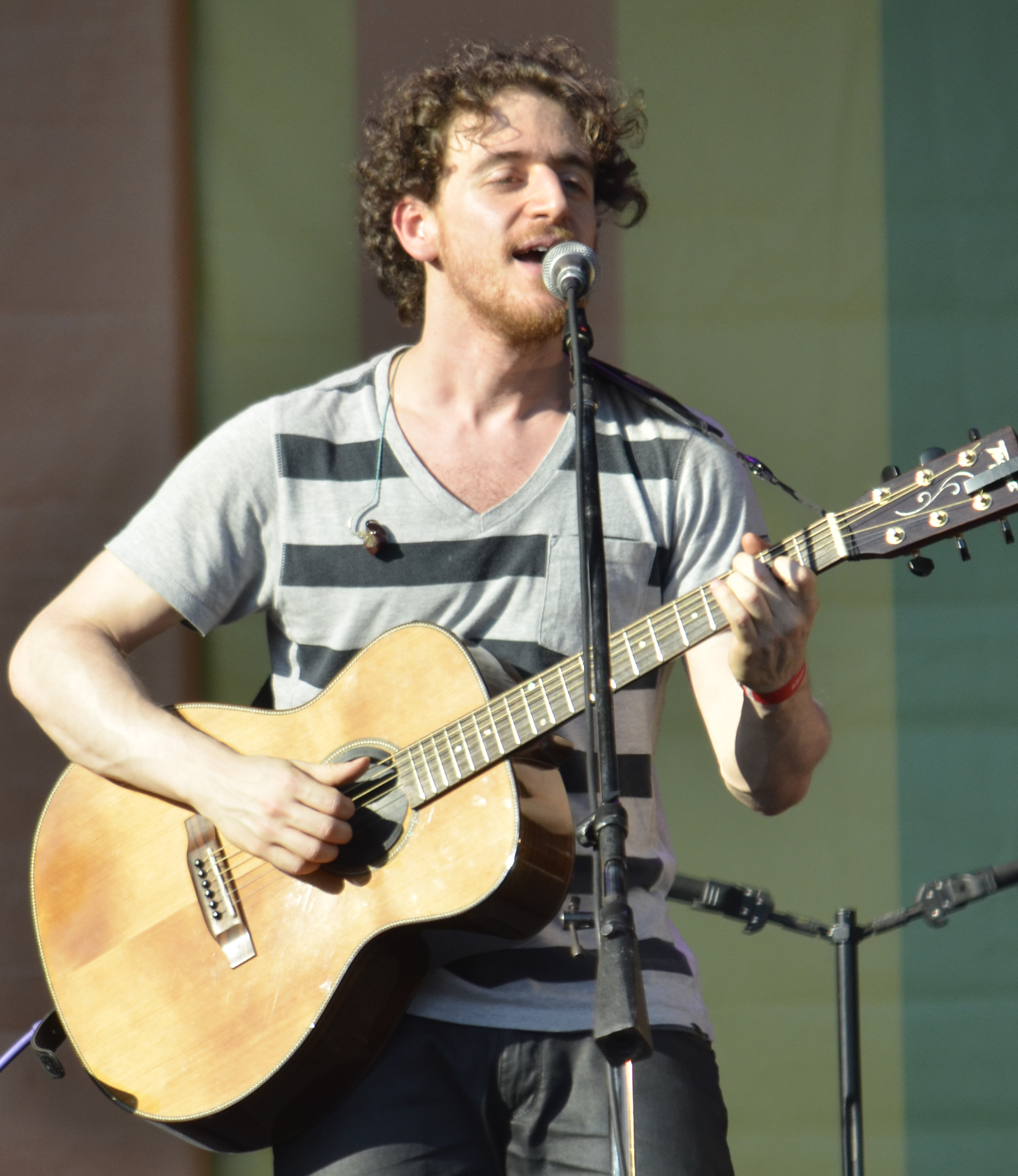
Vinícius Calderoni
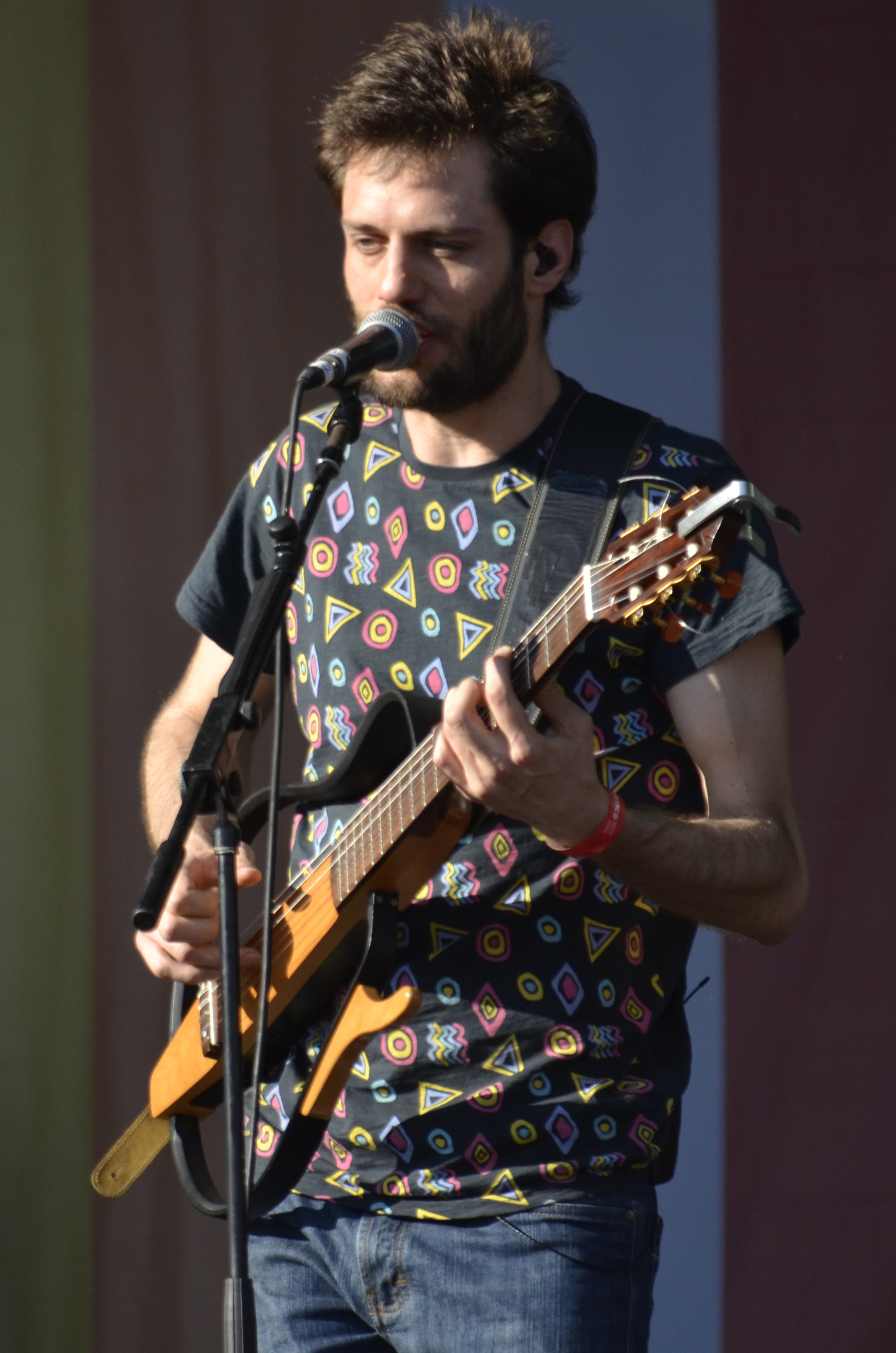
Leo Bianchini
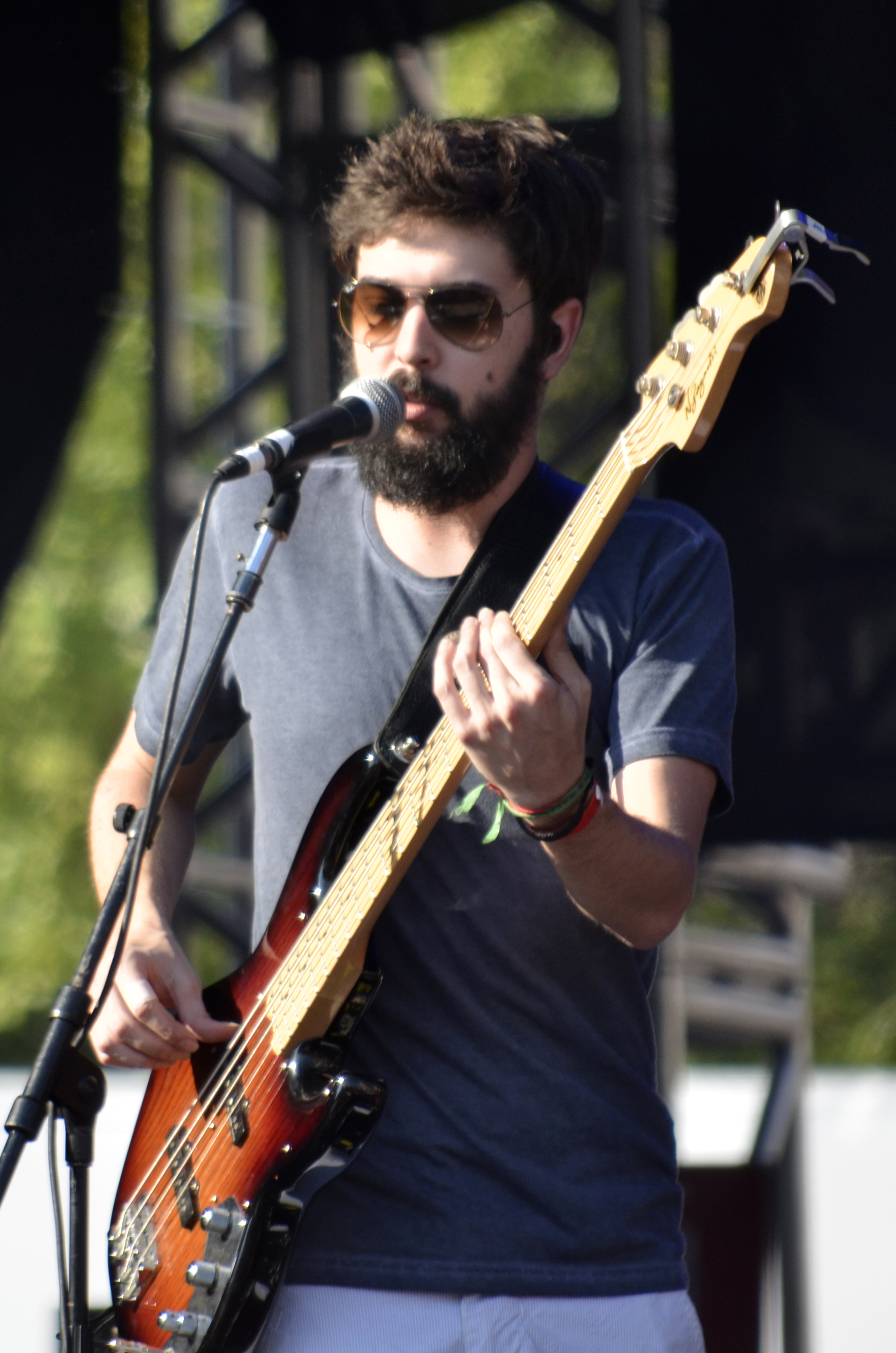
Pedro Altério
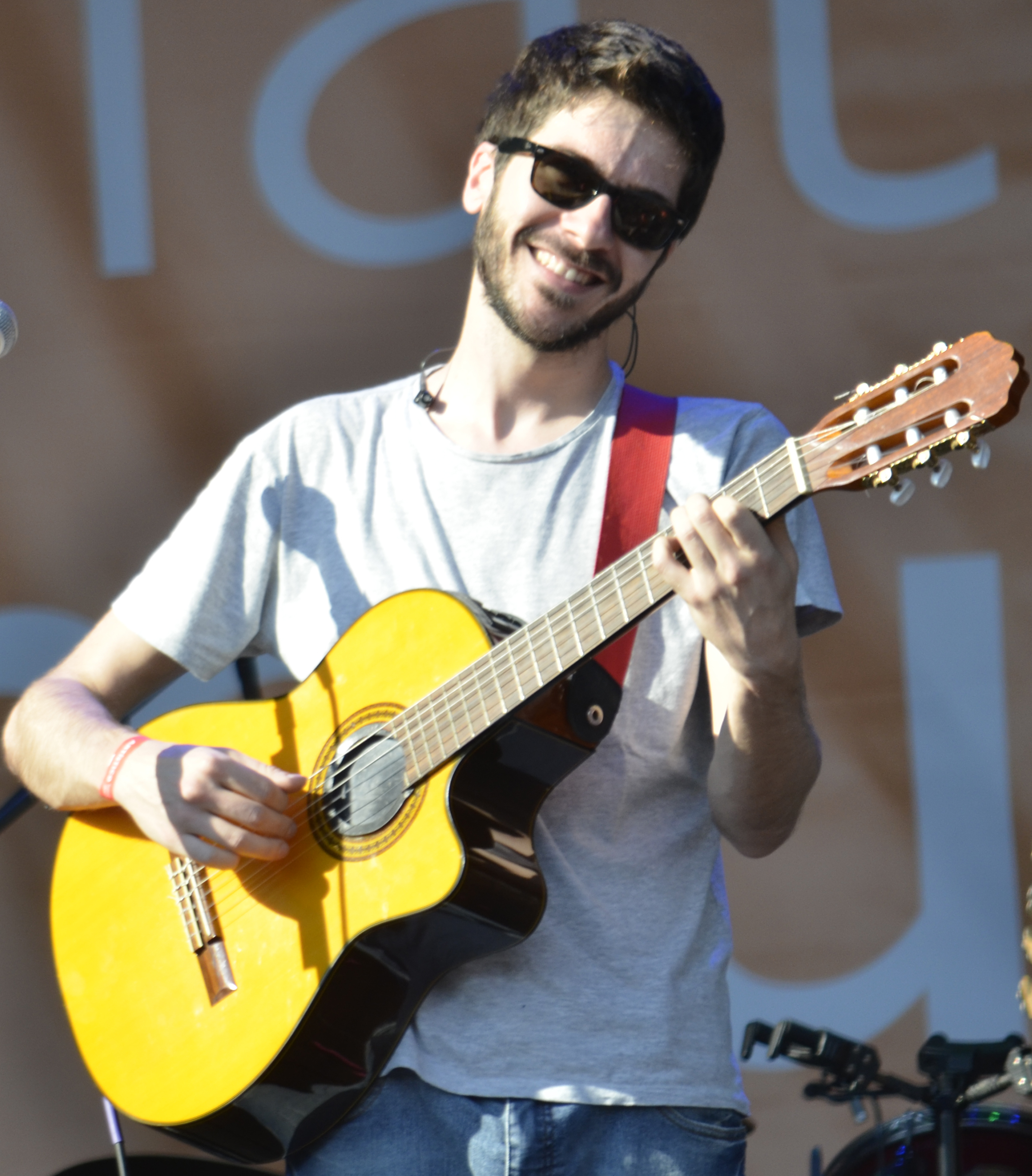
Tó Brandileone
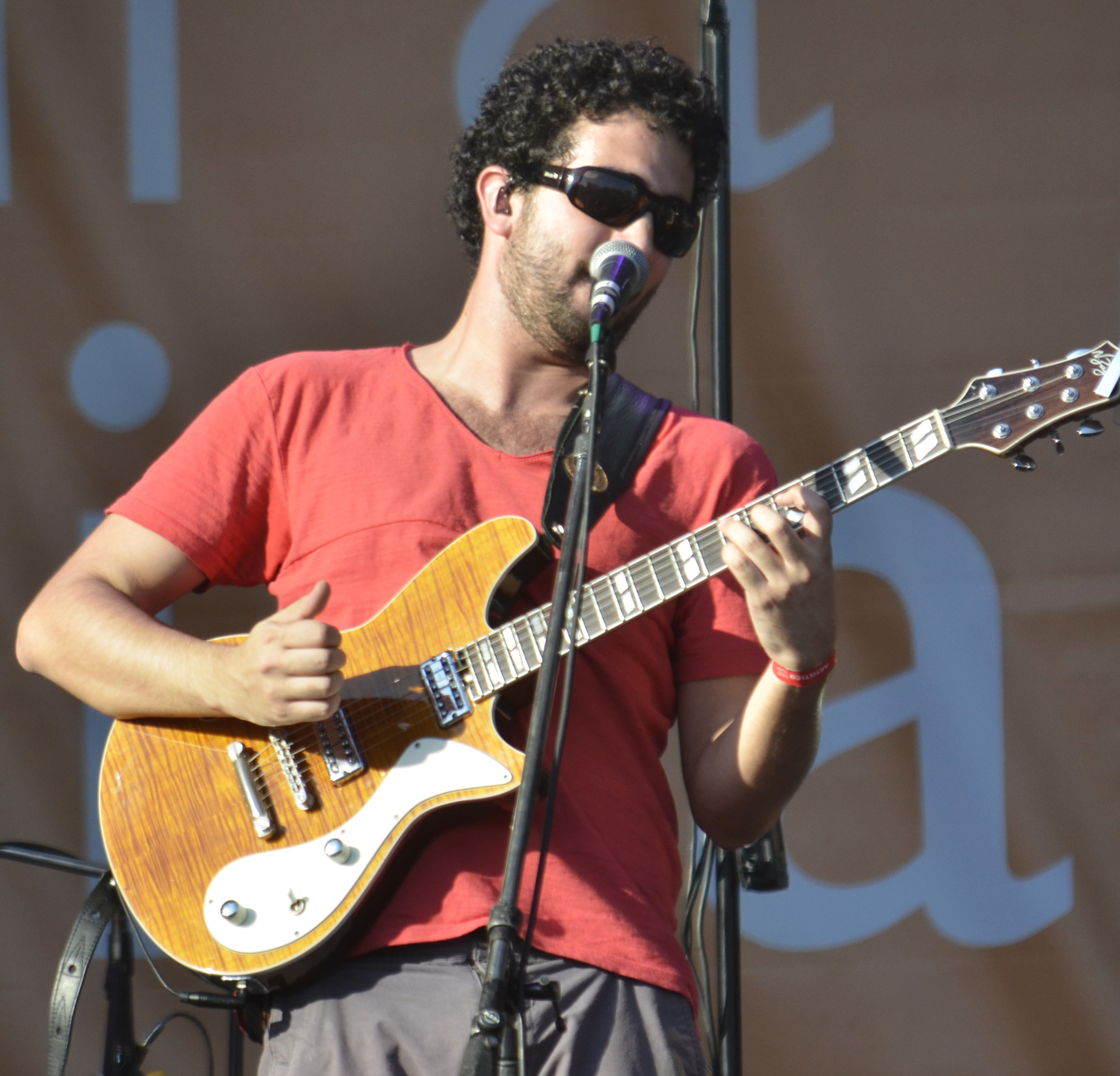
Pedro Viáfora